# 디자인코리아뮤지엄
디자인코리아뮤지엄(영어: Design Korea Museum)은 2008년 설립된 근현대디자인박물관을 모태로 설립된 박물관으로, 국내 디자인 사료들을 5만여 점 이상 소장하고 있는 디자인전문박물관으로, 2020년 1월 분당 코리아디자인센터(한국디자인진흥원) 지하1층에 337제곱미터(102평) 규모로 개관했다.
박암종 관장(선문대학교 시각디자인과 교수)이 30년 이상 수집한 개화기 이후 2000년대 초까지의 한국 디자인에 관련된 수많은 사료들 중에서 역사적 가치가 높고 희귀성 있는 약 1,600여점을 엄선하여 상설 전시하고 있다. 국내 근현대 디자인의 발전 및 변화과정을 개화기 이후부터 2000년대 초반까지를 ‘태동기(1876~1909), 정체기(1910~1944), 발아기(1945~1960), 초창기(1961~1975), 발전기(1976~1988), 성숙기(2000~) 등 7가지 섹션으로 나누어 시대의 흐름을 한 자리에서 조망할 수 있다.

## 섹션 소개
| 섹션                   | 국내 디자인사 흐름                                  | 섹션 소개 |
| ---------------------- | --------------------------------------------------- | --- |
| 1관 태동기 (1876~1910) | 세계 근대 문화의 유입과 디자인 개념의 태동          | 개항기와 대한제국기를 포함하는 시기로 자주독립 국가 상징물과 근대적 인쇄매체가 등장한다. 국기인 태극기, 조선왕실 및 황실문장인 오얏꽃, 황제 상징의 매·독수리, 국토를 상징하는 무궁화 문양이 다양한 매체에서 시각 상징물로 사용된다. 신문, 잡지 등의 인쇄물은 개화기 신문물에 대한 지식과 정보를 공급하고 사회적 인식을 확산시키는 역할을 한다. |
| 2관 정체기 (1910~1945) | 우리 문화 발전의 정체와 국내 기업의 모태 창립       | 일제강점기로 한국 전통 공예가 일본의 필요에 의해 급속히 변질된 시기이다. 1908년 설립된 <이왕직미술품제작소>는 최초로 도안을 도입하는 등 근대적 제작방식을 보급하지만, 운영주체가 일본으로 바뀌며 일본 취향의 상품 제작에 주력한다. 1세대 디자이너(임숙재, 이순석, 한홍택 등)는 일본 유학 후 국내에 디자인을 소개하고 교육의 기초를 다진다. 이 시기 설립된 소규모 기업이 이후 국내 기업(현. 두산, 기아, 유한양행 등)의 모태가 된다.                                                 |
| 3관 발아기 (1945~1961) | 디자인 유용성에 대한 사회적 인식 발아               | 해방, 6.25전쟁, 분단이라는 혼란과 열악한 경제상황 속에서 디자인에 대한 사회적 인식을 갖게 된 시기이다. <한국공예시범소(1958.8-1961.2)>가 미국 지원으로 운영 되며 근대적 디자인 시스템 도입에 중요한 역할을 한다. 미국 대학 산업디자인학과 연수 프로그램은 한국 디자인 교육의 성과로 이어졌고, 공예산업진흥 사업은 초창 기 산업디자인에 대한 인식을 갖게 했다. 해방 후 설립된 기업(현. LG, 현대자동차, 아모레퍼시픽 등)은 점차 디자인의 유용성을 인식하고 제품을 생산하기 시작한다. |
| 4관 초창기 (1961~1976) | 경제발전 및 수출 동반자로서의 디자인 역할 수행      | 정부의 강력한 수출주도 정책과 기업의 가전제품 국산화로 산업 현장에서 디자인 은 본격적으로 제품에 반영된다. 1970년 설립된 정부산하 한국디자인포장센터 (현 한국디자인진흥원)는 포장재 디자인 개선으로 수출산업을 지원하고 디자인 육성을 위한 제도적 기반 마련과 디자인 단체 설립에 직간접 지원을 한다. 국내 최초 TV, 냉장고, 전화기 등의 가전제품과 고유모델 자동차가 생산되고, 대기업을 중심으로 CI를 도입하여 산업현장에서 디자인이 본격적 역할을 수행하기 시작한다.               |
| 5관 발전기 (1976~1988) | 디자인의 체계화와 국제 스포츠 행사를 통한 발전 도모 | 디자인이 기업, 정책, 교육 등의 영역에서 체계적으로 확립되어 발전한 시기이다. 86아시안게임과 88서울올림픽 개최로 시각·환경·패션디자인 등 모든 디자인 분야가 진일보한다. 디자인계는 한국의 전통 소재를 해석한 디자인으로 국제 행사에서 역량을 선보이고, 산업계는 디자인 부서 규모를 확대하고 CI 작업을 활발하게 진행하며 디자인에 대한 투자를 확대한다. 대학에서 디자인은 공식 학과로 정착되어 전공이 세분화되고, 다양한 디자인 전문 잡지가 발행된다.                                |
| 6관 도약기 (1988~2000) | 한국형 디자인의 모색 및 국제화, 세계화의 기반 구축  | 국내외 시장의 완전 개방화와 매체의 디지털화로 디자인 환경이 변화한 시기이다. 기업은 독자적 브랜드와 디자인 개발로 국제화 시대에 대응한다. 디자이너는 자율성과 개성을 추구하는 실험적인 소규모 그룹 활동을 중시하고, 디자인전문회사를 설립하여 양적 질적 성장을 주도한다. 93년 세계박람회(대전) 개최, ‘디자인의 날’ 제정, 방송국의 디자인 특별 프로그램 기획 등으로 디자인에 대한 범국민적 인식이 높아졌으나, 97년 IMF 사태와 디지털콘텐츠 붐으로 디자인 산업의 흐름이 바뀐다.      |
| 7관 성숙기 (2000~)     | 세계디자인대회 개최를 통한 한국 디자인의 위상 고조  | 디지털산업화와 함께 디자인의 위상이 높아진 시기이다. 디자인계는 2000년 세계그래픽디자인대회와 2001년 세계산업디자인대회를 성공적으로 개최하여 21세기 새로운 패러다임을 공유하고, 한국의 디자인 역량을 세계에 알린다. 기업은 디자인경영의 필요성을 인식하고 디자인을 제품의 기획 단계에서 생산, 마케팅, 경영의 모든 과정에서 중요한 요소로 다룬다. |